# Sierra del Capitán

La sierra del Capitán es una alineación montañosa en el condado de Lincoln, en el centro-sur de Nuevo México en el suroeste de los Estados Unidos de América.  La sierra tiene una longitud de 32 km de este a oeste y de unos 10 km de ancho. La misma está conformada de una gran intrusión de granito similar a la que produjo a la sierra del Carrizo al occidente.

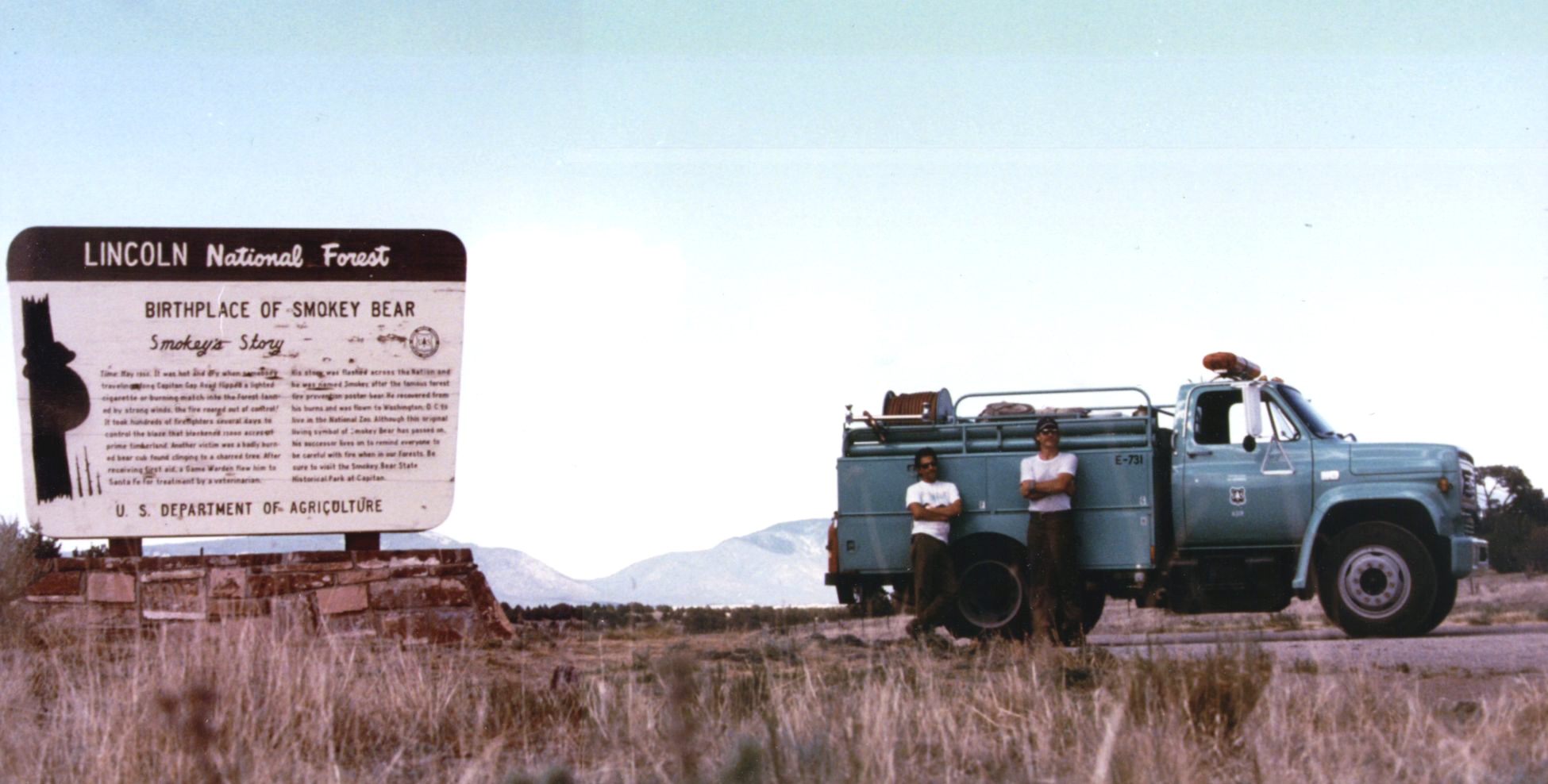
Bosque nacional de Tahoe.

El pequeño pueblo de Capitán en el suroeste de la sierra es el sitio del parque histórico del oso Smokey que es un tributo al famoso oso que fue rescatado del fuego del estrecho del Capitán en la sierra del Capitán.  El punto más elevado de la sierra es un pico sin nombre que alcanza los 3 139 m, siendo 36 m más alto que el pico Capitán.  La sierra se encuentra completamente en el bosque nacional de Lincoln y está separada de la sierra del Sacramento al sur y la Sierra Blanca al suroeste por el valle del río Bonito.
Los españoles utilizaban esta sierra como punto de orientación, debido a que es la única sierra en dirección este-oeste en Nuevo México en su camino hacia Santa Fe.